# Futebol de São Paulo

Federação Paulista de Futebol, a entidade máxima do futebol de São Paulo.

O futebol em São Paulo, entre todos os campeonatos estaduais, o Campeonato Paulista é o mais antigo, tendo sua primeira edição no ano de 1902, e tem 5 divisões, sendo estas a Primeira Divisão (subdividida nas séries A1, A2, A3 e A4) e a Segunda Divisão.
Além disso, no futebol paulista, encontram-se três das quatro maiores torcidas do Brasil: Corinthians, Palmeiras e São Paulo.
O futebol paulista é o que conta com o maior número de clubes campeões do Campeonato Brasileiro, cinco times, são eles Corinthians, Guarani, Palmeiras, São Paulo e Santos, além de ser o que mais detém títulos, 34, sendo 12 do Palmeiras, 8 do Santos, 7 do Corinthians, 6 do São Paulo e 1 do Guarani.
Conta com o São Paulo, um dos dois clubes que jamais foram rebaixados da Série A do Campeonato Brasileiro. É também um dos poucos estados com clubes campeões nacionais que não são da capital, o Santos, pelo Campeonato Brasileiro de 1961 a 1965, de 1968, de 2002 e 2004 e pela Copa do Brasil de 2010, o Guarani, pelo Campeonato Brasileiro de 1978, o Santo André pela Copa do Brasil de 2004 e o Paulista pela Copa do Brasil de 2005.
O futebol Paulista detém 10 Copas Libertadores, sendo 3 do Palmeiras, 3 do São Paulo, 3 do Santos e 1 do Corinthians. No âmbito intercontinental/mundial, detém também 1 Copa Rio Internacional conquistada pelo Palmeiras, 4 Copas Intercontinentais, 2 do Santos e 2 do São Paulo e 3 Copas do Mundo de Clubes da FIFA, 2 do Corinthians e 1 do São Paulo, sendo 8 no total.
Os dois maiores campeões da história do Campeonato Brasileiro são paulistas (Palmeiras com 12 e Santos com 8 títulos). O maior campeão na soma de todo e qualquer título nacional é o Palmeiras (18 títulos). Dos quatro maiores campeões continentais brasileiros, três são paulistas, Palmeiras, São Paulo e Santos, ambos com 3 Libertadores. O maior campeão intercontinental entre clubes brasileiros é o São Paulo com 3 títulos (sendo 2 Copas Intercontinentais e 1 Copa do Mundo de Clubes da FIFA).
Considerado o maior jogador de todos os tempos, Pelé, fez sua carreira no futebol paulista, jogando e sendo revelado pelo Santos, e o melhor jogador brasileiro da atualidade também é paulista, Neymar, sendo este também formado pelo Santos. Rogério Ceni, o goleiro-artilheiro, embora tenha nascido em Pato Branco, no Paraná, jogou toda a carreira no futebol paulista, mais especificamente no São Paulo, onde se tornou o jogador com mais partidas por um clube, mais vezes capitão e o goleiro com o maior número de gols na história.

## Divisões
Ao longo do tempo, a secção do Campeonato Paulista em distintas divisões, com diversas denominações, ocorreu de várias formas. Em algumas épocas, houve a mera colocação de equipes em módulos diferentes, sem necessariamente haver comunicação entre eles. Em outros tempos, havia previsão de cruzamento entre os módulos para a disputa do título de campeão estadual; o caso emblemático é o do Paulistão-91, em que o São Paulo foi campeão estadual mesmo tendo disputado a primeira fase no Grupo Amarelo, nitidamente o mais fraco, enquanto times tradicionais como os rivais da capital, Santos, Portuguesa, Bragantino e Guarani estavam no Grupo Verde. Atualmente, a Federação Paulista de Futebol prevê a existência oficial de apenas duas divisões: a Primeira e a Segunda. Todavia a primeira divisão é subdividida em quatro séries: Série A1, Série A2, Série A3 e Série A4, com relação de acesso e descenso entre elas. Dessa forma, a chamada Segunda Divisão é, na verdade, o quinto nível do futebol paulista. No início do Século XXI, a Segunda Divisão também era subdividida em três séries (B1, B2 e B3), contudo, em 2005, ocorreu a unificação das três séries em uma só, facilitando a organização do certame e tornando mais célere o acesso dos novos times ao primeiro nível do futebol estadual. A Taça Paulista, por sua vez, é um torneio paralelo ao Campeonato Paulista, não devendo ser confundida com uma hipotética quinta divisão.

### Série A1
O Campeonato Paulista da Série A1 equivale ao primeiro nível do futebol do estado. É a divisão principal, que reúne os principais clubes de São Paulo.
O Paulistão, no formato atual, é composto por 16 times, que são divididos em 4 grupos. Cada participante joga contra todos, exceto os participantes do seu grupo. Após as 12 rodadas, os 2 melhores de cada grupo se enfrentam, dando início ao mata-mata. Os dois piores times, na classificação geral, e, segundo os critérios de desempate, são rebaixados para a série A2 do ano seguinte.
Os dois mais bem colocados estarão automaticamente qualificados para a Copa do Brasil do ano seguinte, exceto quando conquistam vagas também para a Taça Libertadores da América. Caso isto aconteça, as vagas vão para os mais bem colocados subsequentes.
Os dois mais bem classificados que não possuem vagas asseguradas nas Séries A, B e C do Campeonato Brasileiro de Futebol asseguram vagas para a disputa da Série D do mesmo ano.
O atual campeão paulista é o Corinthians.

#### Campeão do Interior
Quando ainda em vigor, os participantes que ficassem entre a 5.ª e a 8.ª colocação, realizavam um "playoff" para definir o Campeão Paulista do Interior, sendo que deste torneio não podem fazer parte (por força do regulamento) os times da cidade de São Paulo, como Corinthians, Palmeiras, Portuguesa e São Paulo, além do Santos, que é uma equipe do litoral.
No ano de 2014 não houve o "playoff". O Penapolense sagrou-se campeão do Interior pelo critério da melhor campanha dentre os times interioranos no torneio principal, lembrando-se que o Ituano foi o campeão paulista.

### Série A2
O Campeonato Paulista da Série A2 equivale ao segundo nível do futebol do estado. Acima desta divisão, está somente a Série principal, a A1, que reúne os principais clubes de São Paulo.
Na Série A2, todos os times jogam contra todos em turno único. Ao final das quinze rodadas, as duas melhores equipes conseguem o acesso para a Série A1, e o melhor time no campeonato consegue o título de Campeão Paulista da Série A2. Os dois piores times, segundo os critérios de desempate, são rebaixados para a série A3 do ano seguinte.
A Série A2 é mais popularmente conhecida como "Segunda Divisão", justamente por representar o segundo nível dos clubes. O torneio recebeu a denominação de A2 em 1994.
O atual campeão da Série A2 é o  Associação Atlética Ponte Preta

### Série A3
O Campeonato Paulista da Série A3 equivale ao terceiro nível do futebol do estado. Acima desta divisão, estão as Séries A1 e A2.
Seguindo o mesmo sistema dos dois torneios já citados, neste campeonato todos os times jogam contra todos em turno único. Ao final das quinze rodadas, as oito melhores equipes disputam a segunda fase, que equivale as quartas de final em jogos de ida e volta divididos em quatro grupos de dois times. Os vencedores dos confrontos se classificam para a terceira fase (semifinal), também em jogos de ida e volta. Os dois vencedores se classificam automaticamente para a Série A2, e fazem a final, valendo o título de Campeão Paulista da Série A3. Os dois piores times, segundo os critérios de desempate, são rebaixados para a Série A4 do ano seguinte.
A Série A3 é mais popularmente conhecida como "Terceira Divisão", justamente por representar o terceiro nível dos clubes. O torneio recebeu a denominação de A3 em 1994.
O atual campeão da Série A3 é o Capivariano.

### Série A4
O Campeonato Paulista da Série A4 equivale ao quarto nível do futebol do estado. Acima desta divisão, estão as Séries A1, A2 e A3.
Seguindo o mesmo sistema dos três torneios já citados, neste campeonato todos os times jogam contra todos em turno único. Ao final das quinze rodadas, as oito melhores equipes disputam a segunda fase, que equivale as quartas de final em jogos de ida e volta divididos em quarto grupos de dois times. Os vendedores dos confrontos se classificam para a terceira fase (semifinal), também em jogos de ida e volta. Os dois vencedores se classificam automaticamente para a Série A3, e fazem a final, valendo o título de Campeão Paulista da Série A4. Os dois piores times, segundo os critérios de desempate, são rebaixados para a Série B do ano seguinte. 
A Série A4 é mais popularmente conhecida como "Quarta Divisão", justamente por representar o quarto nível dos clubes. O torneio recebeu a denominação de A4 em 1960.
O atual campeão da Série A4 é o União São João.

### Segunda Divisão
O Campeonato Paulista de Futebol (Segunda Divisão (ou Série B)), equivale ao quinto nível do futebol do estado. Acima desta divisão, está a divisão principal (Série A1), além das séries A2, A3 e A4.
Os times são divididos em três grupos jogam em turno e returno dentro do seu grupo. Ao final das rodadas, as quatro melhores equipes de cada grupo se classificam para a segunda fase e são divididas em três grupos de quatro times. Esses times jogam em turno e returno, dentro do grupo, sendo que os dois primeiros de cada grupo se classificam para uma terceira fase que é equivalente as quartas de final em jogos de ida e volta. Depois há semifinais, no mesmo sistema eliminatório de ida e volta. Os dois classificados fazem a final, e a disputa do título de Campeão Paulista da Série B e estão automaticamente classificados para a Série A4. Não há rebaixamento na Segunda Divisão.
A Segunda Divisão é mais popularmente conhecida como "Quinta Divisão", justamente por representar o quinto nível dos clubes. O torneio recebeu a denominação de Segunda divisão em 1994.
O último campeão da Segunda Divisão é o time do Taboão da Serra.

## A força do interior
O interior do estado de São Paulo contém clubes que fizeram campanhas memoráveis, tanto nos torneios estaduais como no âmbito nacional.
A cidade de Campinas abriga 2 históricos clubes do Brasil: Guarani e Ponte Preta. O clube alviverde é um dos únicos clubes do interior a serem campeões do Campeonato Brasileiro, tendo alcançado o primeiro lugar na edição de 1978, e foi vice nas edições de 1986 e 1987. O clube também disputou 3 Copas Libertadores, tendo alcançado a fase semifinal em 1979. Já a Ponte, foi 7 vezes vice-campeã do Campeonato Paulista, terceiro lugar no Campeonato Brasileiro de 1981, atingiu a semifinal da Copa do Brasil de 2001 e foi vice-campeã da Copa Sul-Americana de 2013.
A Cidade de Ribeirão Preto conta com o Botafogo-SP que detém o maior número de participações no Campeonato Paulista da primeira divisão e o mais longevo da competição (17 anos), vice campeão paulista em 2001.
Da cidade de Bragança Paulista, o Red Bull Bragantino é bicampeão da Série B do Campeonato Brasileiro (1989 e 2019), além de ter sido vice-campeão da Primeira Divisão em 1991 e campeão da primeira "final caipira" do Campeonato Paulista, quando venceu o Novorizontino em 1990. A outra final somente com clubes do interior ocorreu em 2004, quando o São Caetano foi campeão em cima do Paulista de Jundiaí. Outro feito do clube de São Caetano do Sul foi o de ter alcançado a final da Copa Libertadores de 2002, quando foi vice-campeão para o Olimpia do Paraguai.
Na Copa do Brasil no ano de 2004 o Santo André foi campeão após vencer o Flamengo na final, e no ano seguinte o Paulista de Jundiaí foi o campeão em cima do Fluminense.

## Principais títulos dos quatro grandes do futebol paulista[A]
Última atualização: 24 de janeiro de 2025
| Competições internacionais            | Corinthians | Palmeiras | Santos | São Paulo |
| ------------------------------------- | ----------- | --------- | ------ | --------- |
| Copa Rio                              | 0           | 1         | 0      | 0         |
| Copa Intercontinental                 | 0           | 0         | 2      | 2         |
| Copa do Mundo de Clubes da FIFA       | 2           | 0         | 0      | 1         |
| Recopa dos Campeões Intercontinentais | 0           | 0         | 1      | 0         |
| Copa Libertadores da América          | 1           | 3         | 3      | 3         |
| Copa Sul-Americana                    | 0           | 0         | 0      | 1         |
| Copa Mercosul                         | 0           | 1         | 0      | 0         |
| Copa Conmebol                         | 0           | 0         | 1      | 1         |
| Copa Master da Conmebol               | 0           | 0         | 0      | 1         |
| Supercopa Libertadores                | 0           | 0         | 0      | 1         |
| Recopa Sul-Americana                  | 1           | 1         | 1      | 2         |
| Total                                 | 4           | 6         | 8      | 12        |
| Competições nacionais                 | Corinthians | Palmeiras | Santos | São Paulo |
| Campeonato Brasileiro                 | 7           | 12        | 8      | 6         |
| Copa do Brasil                        | 3           | 4         | 1      | 1         |
| Copa dos Campeões                     | 0           | 1         | 0      | 0         |
| Supercopa do Brasil                   | 1           | 1         | 0      | 1         |
| Total                                 | 11          | 18        | 9      | 8         |
| Competições interestaduais            | Corinthians | Palmeiras | Santos | São Paulo |
| Torneio Rio-São Paulo                 | 5           | 5         | 5      | 1         |
| Total                                 | 5           | 5         | 5      | 1         |
| Competições estaduais                 | Corinthians | Palmeiras | Santos | São Paulo |
| Campeonato Paulista                   | 30          | 26        | 22     | 22        |
| Supercampeonato Paulista              | 0           | 0         | 0      | 1         |
| Total                                 | 30          | 26        | 22     | 23        |
| Todas as competições                  | Corinthians | Palmeiras | Santos | São Paulo |
| Total                                 | 50          | 55        | 44     | 44        |

## Principais títulos do futebol paulista
| INTERCONTINENTAIS E MUNDIAIS | INTERCONTINENTAIS E MUNDIAIS    | INTERCONTINENTAIS E MUNDIAIS | INTERCONTINENTAIS E MUNDIAIS |
| Competição                   | Competição                      | Títulos                      | Temporadas |
| ---------------------------- | ------------------------------- | ---------------------------- | --- |
|                              | Mundial de Clubes da FIFA       | 3                            | 2000, 2005 e 2012 |
|                              | Copa Intercontinental           | 4                            | 1962, 1963, 1992 e 1993 |
|                              | Copa Rio Internacional          | 1                            | 1951 |
|                              | Recopa Intercontinental         | 1                            | 1968 |
| CONTINENTAIS                 |                                 |                              | |
| Competição                   | Competição                      | Títulos                      | Temporadas |
|                              | Copa Libertadores da América    | 10                           | 1962, 1963, 1992, 1993, 1999, 2005, 2011, 2012, 2020 e 2021 |
|                              | Copa Sul-Americana              | 1                            | 2012 |
|                              | Recopa Sul-Americana            | 5                            | 1993, 1994, 2012, 2013 e 2022 |
|                              | Copa Mercosul                   | 1                            | 1998 |
|                              | Supercopa Libertadores          | 1                            | 1993 |
|                              | Copa Conmebol                   | 2                            | 1994 e 1998 |
|                              | Copa Master da Conmebol         | 1                            | 1996 |
| NACIONAIS                    |                                 |                              | |
| Competição                   | Competição                      | Títulos                      | Temporadas |
|                              | Campeonato Brasileiro           | 34                           | 1960, 1961, 1962, 1963, 1964, 1965, 1967, 1967(1), 1968, 1969, 1972, 1973, 1977, 1978, 1986, 1990, 1991, 1993, 1994, 1998, 1999, 2002, 2004, 2005, 2006, 2007, 2008, 2011, 2015, 2016, 2017, 2018, 2022 e 2023 |
|                              | Copa do Brasil                  | 11                           | 1995, 1998, 2002, 2004, 2005, 2009, 2010, 2012, 2015, 2020 e 2023 |
|                              | Supercopa do Brasil             | 3                            | 1991, 2023 e 2024 |
|                              | Copa dos Campeões               | 1                            | 2000 |
|                              | Campeonato Brasileiro - Série B | 11                           | 1981, 1983, 1988, 1989, 1996, 2003, 2008, 2011, 2013, 2019 e 2024 |
|                              | Campeonato Brasileiro - Série C | 10                           | 1988, 1994, 1995, 2001, 2003, 2004, 2007, 2012, 2021 e 2022 |
|                              | Campeonato Brasileiro - Série D | 2                            | 2015 e 2020 |
| INTERESTADUAIS               |                                 |                              | |
| Competição                   | Competição                      | Títulos                      | Temporadas |
|                              | Torneio Rio-São Paulo           | 18                           | 1933, 1950, 1951, 1952, 1953, 1954, 1955, 1959, 1963, 1964, 1965, 1966(2), 1993, 1997, 2000, 2001 e 2002 |
| TOTAL                        |                                 |                              | |
| Conquistas                   | Conquistas                      | Títulos                      | Descrição |
|                              | Títulos Oficiais                | 141                          | - 9 Intercontinentais/Mundiais - 21 Continentais - 72 Nacionais - 18 Interestaduais |

## Rivalidades
O Estado de São Paulo apresenta no futebol rivalidades importantes e clássicos de grande alcance, tanto na capital quanto no interior do Estado. Na capital, por exemplo, são pelo menos oito clássicos; Campinas, Ribeirão Preto, Sorocaba e várias outras cidades possuem "Dérbies" municipais. Além dos municipais existem as rivalidades de cidades próximas, como Marília Bauru ou Sorocaba e Itu.

### Clássicos municipais
| Cidade                | Clássico                   |
| --------------------- | -------------------------- |
| Araçatuba             | AEA vs. Atl. Araçatuba     |
| Campinas              | Derby Campineiro           |
| Guarulhos             | Guarulhos x Flamengo-SP    |
| Limeira               | Legal ou Galeão            |
| Mauá                  | Mauá x Mauaense            |
| Ribeirão Preto        | Comefogo                   |
| Rio Claro             | Derby Rio-clarense         |
| Santos                | Jabaquara x Port. Santista |
| Santos                | Jabaquara x Santos         |
| Santos                | Port. Santista x Santos    |
| São Bernardo do Campo | Clássico Batateiro         |
| São José do Rio Preto | Derby Rio-pretense         |
| São José dos Campos   | São José x Joseense        |
| São Paulo             | Derby Paulista             |
| São Paulo             | Clássicos dos Invictos     |
| São Paulo             | Majestoso                  |
| São Paulo             | Juvenal Paulista           |
| São Paulo             | Dérbi dos Imigrantes       |
| São Paulo             | Choque Rei                 |
| São Paulo             | Clássico das Colonias      |
| São Paulo             | Norte-sul paulistano       |
| Sorocaba              | Derby Sorocabano           |

### Clássicos Regionais
| Região                                   | Cidades                           | Clássico                              |
| ---------------------------------------- | --------------------------------- | ------------------------------------- |
| Mesorregião Metropolitana                | São Paulo x Santos                | San-São                               |
| Mesorregião Metropolitana                | São Paulo x Santos                | Clássico Alvinegro                    |
| Mesorregião Metropolitana                | São Paulo x Santos                | Clássico da Saudade                   |
| Mesorregião de Araçatuba                 | Araçatuba x Birigui               | AEA vs. Bandeirante                   |
| Mesorregião de Araraquara                | Araraquara x São Carlos           | Ferroviária vs. São Carlos            |
| Mesoregião de Bauru                      | Bauru x Jaú                       | Noroeste vs. XV de Jaú                |
| Região Metropolitana de Campinas         | Campinas x Americana              | Guarani vs. Rio Branco                |
| Região Metropolitana de Campinas         | Americana x Santa Barbara d'Oeste | Rio Branco vs. U. Barbarense          |
| Mesorregião Macro Metropolitana Paulista | Bragança Paulista x Jundiaí       | Bragantino vs. Paulista               |
| Mesorregião Macro Metropolitana Paulista | Jundiaí x Itu                     | Briga de Galo                         |
| Mesorregião Macro Metropolitana Paulista | Sorocaba x Itu                    | São Bento vs. Ituano                  |
| Mesorregião Macro Metropolitana Paulista | Sorocaba x Jundiaí                | Atlético Sorocaba vs. Paulista        |
| Grande São Paulo                         | São Caetano x Santo André         | Clássico do ABC                       |
| Baixada Santista                         | Santos x São Vicente              | Derby Praiano                         |
| Mesorregião de Piracicaba                | Piracicaba x Limeira              | XV de Piracicaba vs. Inter de Limeira |

## Jogadores que atuaram pelos 4 grandes de São Paulo
Abaixo, a lista dos 6 jogadores que vestiram a camisa dos 4 maiores clubes de São Paulo:
| Ordem | Atleta              | Posição       | Anos no Corinthians | Anos no Palmeiras    | Anos no Santos      | Anos no São Paulo           |
| ----- | ------------------- | ------------- | ------------------- | -------------------- | ------------------- | --------------------------- |
| 1.    | Cláudio             | Atacante      | 1945–1957           | 1942–1943            | 1940–1941/1943–1944 | 1959–1960                   |
| 2.    | Neto                | Meia-atacante | 1989–1993           | 1988                 | 1994                | 1987                        |
| 3.    | Müller              | Atacante      | 2001                | 1995–1996            | 1997–1988           | 1984–1987, /1991–1994/ 1996 |
| 4.    | Antônio Carlos Zago | Zagueiro      | 1997–1998           | 1993–1995            | 2004–2005/ 2007     | 1990–1992                   |
| 5.    | César Sampaio       | Volante       | 2001                | 1991–1994/ 1999–2000 | 1986–1991           | 2004                        |
| 6.    | Luizão              | Atacante      | 1999–2002           | 1996–1997            | 2005                | 2007                        |